# Glenn Bassett
Pour les articles homonymes, voir Bassett.
Glenn Bassett (22 mai 1927 - 18 août 2020) est un joueur de tennis américain.

## Palmarès
- Masters de Cincinnati : Vainqueur en 1950